# 勝利路 (屏東市)
勝利路（Shengli Rd.）是屏東縣屏東市的東西向重要幹道，同時也是屏東市區著名的小吃街。西起屏東機場，東至勝利東路口接大連路，其中和平路口至忠孝路口編號台3線沿續忠孝路往北。勝利東路（Shengli E. Rd.）為一般道路，西起接勝利路，沿途跨越萬年溪，東至廣東路口。為屏東市東西向往來的重要道路。

## 行經行政區域
- 屏東市

## 分段
勝利路共成二個部分：
- 勝利路：西起屏東機場，東止於勝利東路口接大連路。和平路口至忠孝路口屬台3線。
- 勝利東路：西起於勝利路口，東止於廣東路口。

## 沿線設施

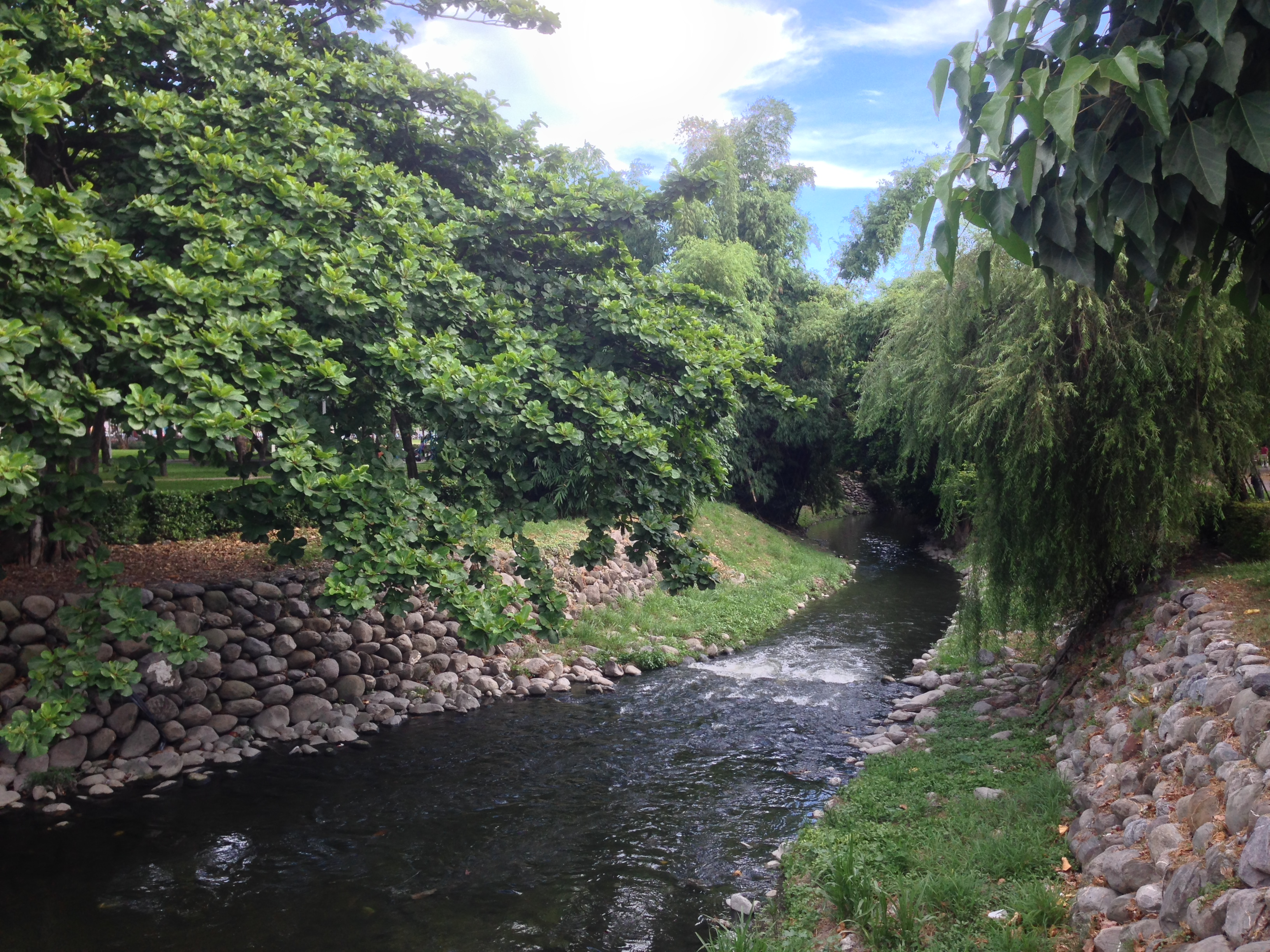
流經千禧公園的萬年溪。

（由西至東）
- 勝利路
  - 屏東機場
  - 屏東縣立大同高級中學
  - 7-Eleven同勝門市
  - 太師傅便當勝利店
  - 7-Eleven潭墘門市
  - 日光森林早午餐
  - 勝利路小吃街
  - 金玉堂勝利店
  - 丹丹漢堡勝利店
  - 全家便利商店屏東徐州店
  - 基督教協同會勝利禮拜堂
  - 勝利市場
  - 勝利新村
  - 屏東勝利路郵局
  - 屏東慈惠堂（勝利路120號）
  - 屏東縣立勝利國小 （页面存档备份，存于） （蘭州街2號）
  - 台灣中油加油站忠孝路站
  - 天主教道明幼兒園
  - 屏東書院
  - 屏東縣立中山體育館

- 勝利東路
  - 屏東市龍虎宮
  - 千禧公園流經千禧公園的萬年溪。
  - 屏東縣政府文化處（千禧公園內）
  - 丁清祥銅像
  - 屏東縣政府消防局第一大隊屏東分隊
  - 勝利橋
  - 全聯福利中心屏東勝利店